# 早田氏鳞毛蕨
早田氏鳞毛蕨（学名：Dryopteris subexaltata）为鳞毛蕨科鳞毛蕨属下的一个种。